# Haskoning
Haskoning (tot 2025 Royal HaskoningDHV) is een internationaal, niet-beursgenoteerd advies- en ingenieursbureau, dat in 2012 is ontstaan door een fusie van de ingenieursbureaus Royal Haskoning en DHV.

## Geschiedenis

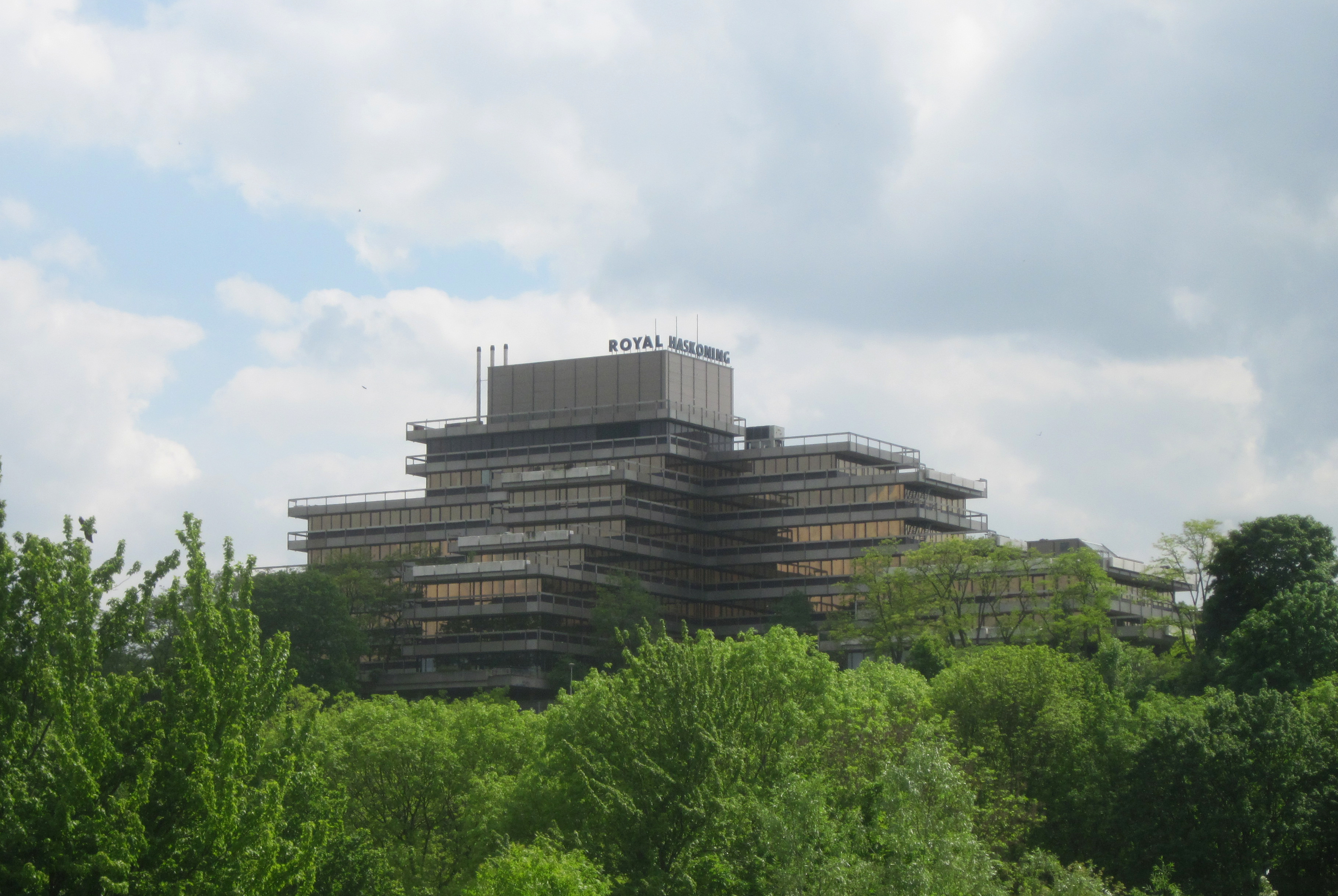
Het Estel-gebouw in Nijmegen was van 1990 tot 2014 een hoofdkantoor van Royal Haskoning

### Royal Haskoning

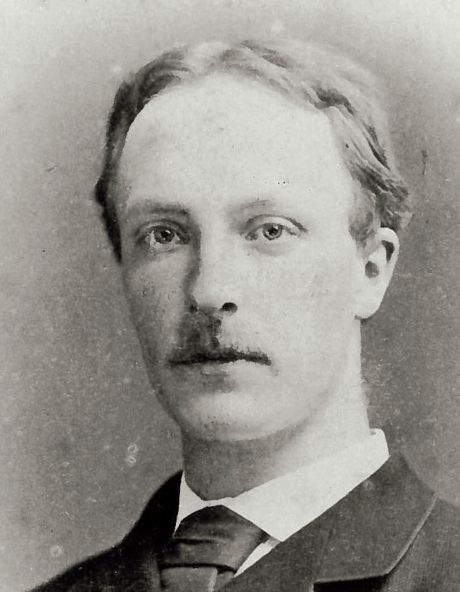
Johan van Hasselt

Royal Haskoning was het oudste adviesbureau van Nederland. Het bedrijf werd op 15 oktober 1881 opgericht door de ingenieurs Johan van Hasselt en Jacobus de Koning als het ingenieursbureau J. van Hasselt & De Koning'. Het hoofdkantoor is sinds de oprichting gevestigd in Nijmegen. Er werken ongeveer 4000 mensen verspreid over 57 kantoren in 17 verschillende landen. In Nederland had de onderneming naast de hoofdvestiging in Nijmegen kantoren in onder andere Rotterdam, Amsterdam, Hoofddorp, 's-Hertogenbosch, Zwolle, Groningen, Maastricht, Goes en Enschede. De belangrijkste markten waren Nederland (57%), Engeland (14%) en Centraal- en Oost-Europa (7%). In 2009 bedroeg de omzet € 363 miljoen en de bruto winst € 23,2 miljoen.
In 2002 voerde Haskoning een naamswijziging door. Vanaf toen gingen alle dochterondernemingen (onder andere IWACO, GEM, Ketel en De Weger), die nog onder hun eigen naam opereerden, verder onder één naam: Royal Haskoning. Het bedrijf is in de loop van de jaren uitgebreid met onder meer Dordtse Engineering, Corsmit Raadgevend Ingenieursbureau BV, BM Managers van het Bouwproces, VHP, RTB Van Heugten en Van Heugten Engineering.

### DHV

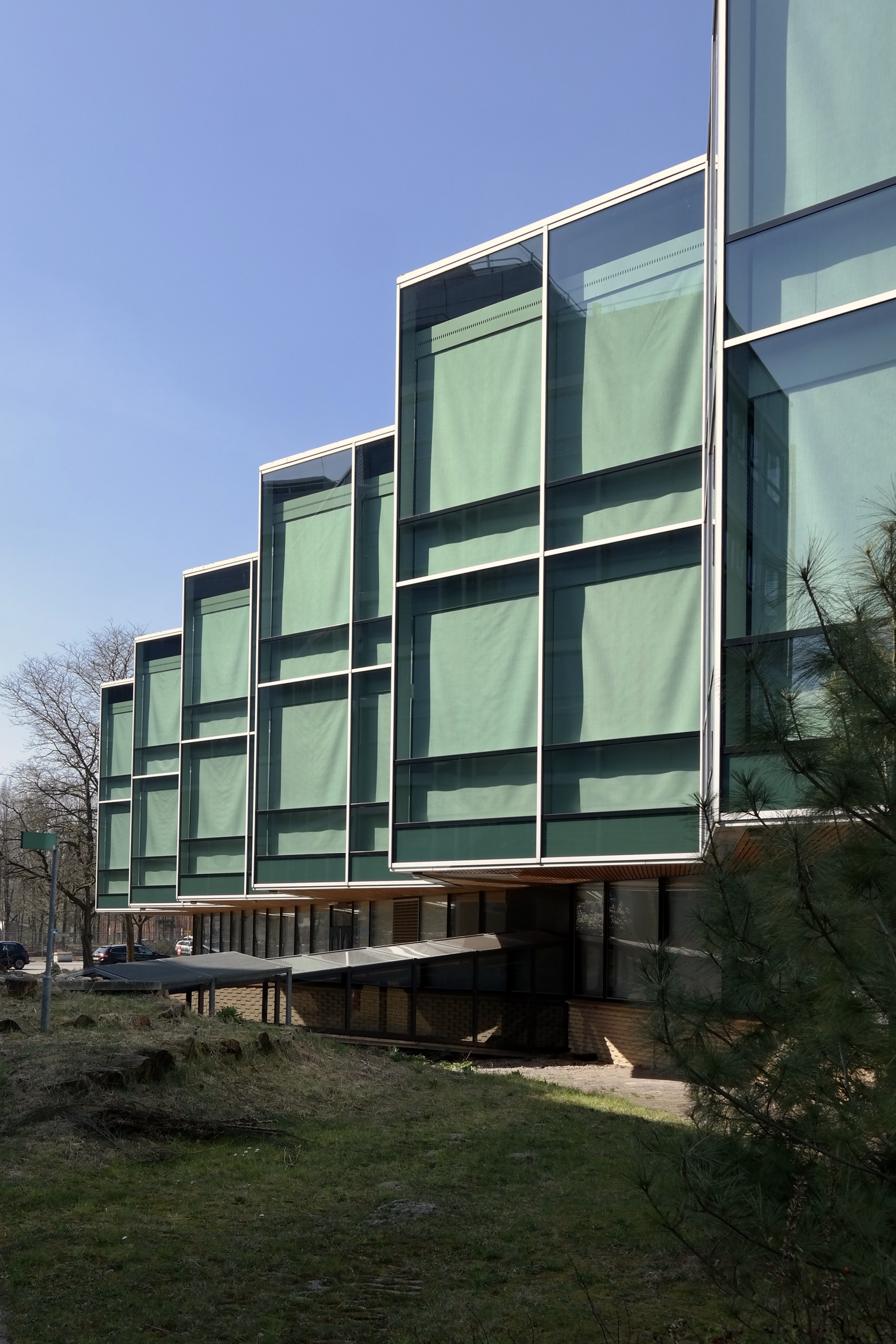
Het door David Zuiderhoek ontworpen hoofdkantoor van DHV in Amersfoort

DHV was een internationaal opererend advies- en ingenieursbureau dat diensten verleende in de markten bouw en industrie, mobiliteit, luchthavens, ruimtelijke inrichting en milieu, en water. De letters DHV stonden voor de namen van drie van de op 1 januari 1917 oprichtende ingenieurs: Dwars, Heederik en Verhey. De vierde oprichter, Groothoff, verliet al na iets meer dan een half jaar de maatschap.
Het Architecten- en Ingenieurs Bureau (AIB) van Philips werd aangekocht.
De diensten van DHV omvatten: management consultancy, adviesdiensten, ontwerp en engineering, project-, contract- en exploitatiemanagement. DHV is actief via een netwerk van 70 vestigingen wereldwijd. De thuismarkten waren Canada, China, India, Indonesië, Nederland, Polen, Portugal, Verenigde Staten en Zuid-Afrika. DHV had wereldwijd 4.500 werknemers in dienst.
DHV’s hoofdkantoor aan de Laan 1914 in Amersfoort werd ontworpen door architect David Zuiderhoek en is een duidelijk voorbeeld van het structuralisme. Het was een van de eerste "kantoortuinen" in Nederland. Van najaar 2009 tot voorjaar 2011 vond een renovatie van het uit 1971 stammende gebouw plaats. DHV-architect Roel Brouwers tekende voor het architectonische concept van de renovatie. Het open karakter van het pand bleef behouden, daarnaast werd het duurzamer gemaakt. Van een E-label kreeg het hoofdkantoor een A-label.
Samen met Imares en het bureau Hosper ontwikkelde DHV een plan voor de versterking van de Afsluitdijk. Geen dijkverhoging, maar een groene dijkverbreding met kwelders die meegroeien met het stijgende waterpeil in de Waddenzee. In augustus 2010 werd bekend dat dit ontwerp de voorkeur had van het publiek. Daarnaast werkte het ingenieursbureau samen met Natuurmonumenten bij de creatie van natuureilanden in het Markermeer, even ten zuidwesten van de Houtribdijk, onder de naam Marker Wadden. Deze samenwerking werd door Royal HaskoningDHV voortgezet.
In juni 2010 won een door DHV ontwikkelde zuiveringstechnologie zowel de juryprijs als de publieksprijs van De Vernufteling, een verkiezing van het beste "baanbrekend of vernieuwend" technisch project, door de ingenieursvereniging KIVI NIRIA, de brancheorganisatie NLingenieurs en technologietijdschrift De Ingenieur.

### Fusie
In juli 2012 fuseerden de bureaus Royal Haskoning en DHV. Het nieuwe bedrijf kreeg de naam Royal HaskoningDHV. Bij het nieuw ontstane advies- en ingenieursbureau werkten toen bijna 8000 werknemers, verdeeld over 35 landen. In de medio 2012 verschenen Top 50 Ingenieursbureaus van het Technisch Weekblad stonden DHV en Royal Haskoning op respectievelijk de vijfde en zesde plaats. Met de bedrijfsopbrengsten bij elkaar opgeteld stond het nieuw gevormde Royal HaskoningDHV op de vijfde plaats met een totaal aan opbrengsten van € 746 miljoen.
In december 2017 maakte het bedrijf bekend de activiteiten in België te verkopen aan het Zweedse advies- en ingenieursbureau Sweco. HaskoningDHV Belgium is actief vanuit Mechelen en Namen. Het telt  36 werknemers die zijn gespecialiseerd in bodem- en milieuonderzoek en gebiedsontwikkeling. De overnamesom is niet bekendgemaakt.
In mei 2025 kondigde het bedrijf Royal HaskoningDHV verder te gaan met de kortere naam Haskoning. Het bedrijf behoudt het predicaat Koninklijk.

## Activiteiten
Royal HaskoningDHV (Haskoning vanaf mei 2025) is een onafhankelijke internationaal actieve ingenieurs- en projectmanagementonderneming. Het levert diensten op het gebied van luchtvaart, gebouwen, energie, industrie, infrastructuur, maritiem, mijnbouw, vervoer, stedelijke en plattelandsontwikkeling en water. Het bedrijf telt ongeveer 6000 medewerkers verdeeld over 100 vaste kantoren in meer dan 30 landen. Zij werken aan projecten in 150 landen.
In Nederland heeft het bureau naast de hoofdvestiging in Amersfoort vestigingen in onder andere Nijmegen, Amsterdam, Den Haag, Zwolle, Eindhoven, Groningen, Rotterdam, Utrecht en Maastricht. Buiten Nederland heeft het bedrijf kantoren in onder meer het Verenigd Koninkrijk, Zuid-Afrika en Indonesië.

### Resultaten
| Jaar | Omzet         | Nettoresultaat  | Medewerkers | Omzet per medewerker |
| ---- | ------------- | --------------- | ----------- | -------------------- |
| 2012 | € 702 miljoen | € −19,9 miljoen | 6.900       | € 101.739            |
| 2013 | € 667 miljoen | € −3,4 miljoen  | 6.400       | € 104.218            |
| 2014 | € 655 miljoen | € 6,3 miljoen   | 6.300       | € 103.968            |
| 2015 | € 667 miljoen | € 11,8 miljoen  | 6.500       | € 102.615            |
| 2016 | € 621 miljoen | € 12,1 miljoen  | 5.900       | € 105.254            |
| 2017 | € 609 miljoen | € 12,8 miljoen  | 5.800       | € 105.000            |
| 2018 | € 615 miljoen | € 12,7 miljoen  | 5.133       | € 119.812            |
| 2019 | € 637 miljoen | € 9,2 miljoen   | 5.150       | € 123.689            |
| 2020 | € 591 miljoen | € 13,0 miljoen  | 4.988       | € 118.484            |
| 2021 | € 619 miljoen | € 15,2 miljoen  | 5.212       | € 118.764            |
| 2022 | € 699 miljoen | € 13,2 miljoen  | 5.551       | € 125.923            |
| 2023 | € 736 miljoen | € 24,8 miljoen  | 5.675       | € 129.691            |
| 2024 | € 810 miljoen | € 41,0 miljoen  | 5.740       | € 141.114            |

### Projecten
- Centrale Keukens
- Laboreerwerkplaatsen der Artillerie-Inrichtingen (Rijswijk)
- Nicaraguakanaal
- Fehmarnbelt
- One Angel Square
- Palm Jebel Ali
- Padstow Lifeboat Station
- Vizhinjam International Seaport
- Markthal Rotterdam
- New international airport for Mexico City
- Canal del Dique
- Hongkong-Zhuhai–Macau-brug
- Eko Atlantic
- Hvidovre Hospital
- Erasmus MC
- Maasvlakte 2
- Kanaal Seine-Noord Europa
- The World